# 舞鶴市立西図書館
舞鶴市立西図書館（まいづるしりつにしとしょかん）は、舞鶴市字円満寺（西舞鶴）にある公共図書館。舞鶴市立図書館のうちの一館。

## 概要
丹後田辺藩の藩校であった明倫館を前身とする舞鶴明倫尋常高等小学校（現在の舞鶴市立明倫小学校）附属の町立図書館として設立された。3度の移転を経て、現在は田辺城の北側に立地しており、遊歩道化された舞鶴港線の廃線跡を挟んで、西運動広場 に隣接している。

### 館内
建物は1階建てで、自動ドア、点字ブロック、身障者用トイレ、車いす用スロープが設置されており、バリアフリーに対応している。
- 図書館コーナー（一般・児童）
- 読書コーナー
- 視聴覚コーナー
- 点字コーナー
- 研修室
- 書庫

### 開館時間
- 水曜日～金曜日：午前10時～午後6時[4]
- 火曜日：午前9時30分～午後7時[4]
- 土曜・日曜：午前10時～午後6時[4]

### 休館日
- 月曜日、祝日（土曜、日曜は除く）、図書整理日（12月を除く、各月の最終水曜日）、年末年始、特別整理期間[4]

### アクセス
建物の前面に来館者用の駐車場がある。
- JR西日本舞鶴線、京都丹後鉄道宮舞線西舞鶴駅下車、徒歩15分

### 加佐分館
中舞鶴にある中央公民館（中総合会館）1階に設置されている。2010年度の年間貸出者数は2,150人、年間貸出冊数は7,398冊。
- 開館時間：8時30分～17時15分[5]
- 休館日：土曜日、日曜日、祝日、年末年始（12月29日～１月3日）[5]

## 沿革
- 1912年(明治45年)5月 - 舞鶴明倫尋常高等小学校附属町立図書館として開館[6]
- 1927年(昭和2年)8月 - 新築移転。舞鶴町立舞鶴図書館と改称[6]
- 1938年(昭和13年)8月 - 市制施行により市立舞鶴図書館と改称[6]
- 1946年(昭和21年)9月 - 東図書館設置により西図書館と改称[6]
- 1968年(昭和43年)10月 - 舞鶴市民会館２階に移転[6]
- 1988年(昭和63年)2月 - 加佐分館を設置[6]
- 1990年(平成2年)12月 - 現在地に新築移転[6]